# The Animals
The Animals je britanski glazbeni sastav iz 1960-ih godina, vrlo popularni u Americi pogotovo tijekom British Invasion. Prepoznatljivi su po blues zvuku i dubokim glasom njihovog pjevača Ericom Burdonom, a posebno su poznati po njihovoj hit skladbi "House of the Rising Sun". 
Animalsi su doživili jako puno promjena u članovima sastava i svoj stil grade na psihodeličnom rocku. Godine 1969., se razilaze, ali se tijekom sedamdesetih i osamdesetih sporadično okupljaju i nastupaju u raznim postavama.

## Životopis
Osnivaju se u vremenu 1962. i 1963. u Newcastleu (Engleska), a tadašnji sastav čine sljedeći originalni članovi:
- Eric Burdon - prvi vokal
- Alan Price - klavijature
- Bryan "Chas" Chandler - bas-gitara
- Hilton Valentine - gitara
- John Steel - bubnjevi

Više od bilo kojeg britanskog sastava iz šezdesetih, Animalsi su bili pod utjecajem američkoga rhythm and bluesa. Njihov prvi uspjeh, obrada tradicionalne skladbe "House of the Rising Sun" ali i cijeli ciklus uspješnica iz sredine šezdesetih (poput obrade "Don't Let Me Be Missunderstood", "We Gotta Get Out This Place", "It's My Life", "Don't Bring Me Down", "See See Rider"...), nosio je prepoznatljiv pečat R&B vokala Erica Burdona, karizmatskog pjevača koji je ujedno bio i ogledni model zvijezde radničkog podrijetla, kao i osebujni zvuk orgulja Alana Pricea do kraja 1966.g. 
Na prva tri albuma "Animalsi" su pokazali da su vrlo uspješno savladali temeljne osnove rhythm and bluesa pedesetih i dali novi život i novu publiku nekolicini standarda blusea i R&B-a, te imali golem utjecaj na britansku scenu u šezdesetima. Sastav 1965. napušta Alan Price, a potom i bubnjar John Steel. "Animalsi" 1966. objavljuju album Animalization i Animalisms. Oba albuma su znaku rocka i bluesa koji su na tragu sastava The Rolling Stonesa.
"The Animalsi" se razilaze, a najviše dijelom zbog nezadovoljstava odveć komercijalnog materijala koji snimaju na nagovor njihovog menadžera Mickeya Mosta.
1967. karijeru nastavlja Eric Burdon s promijenjenim sastavom "Eric Burdon & The Animals" s kojima snima album Eric Is Here, a zatim iste godine Winds of Change, na kojem dominira psihodelija kao posljedica Burdonovih iskustava s LSD-jem. Na albumu se nalazi nekoliko zanimljivih skladbi poput "Paint It Black", "San Franciscans Nights" i "Yes I Am Experienced". Novim "Animalsima" je išlo dobro i to s obje strane Atlantika, no albumi The Twain Shall Meet (1968.) i Every One of Us (1968.), ne dostižu nekadašnji uspjeh sastava. U San Franciscu godine 1970. na albumu Eric Burdon Declares War započinje suradnja s funki skupinom "War". Njihov singl "Spill The Wine" dolazi na Top 5 američke rang liste. Burdon je 1974. nastavio karijeru nizom projekata pod svojim imenom ili "Eric Burdon Band", no ništa od toga nije uspjelo vratiti pozornost publike i podršku glazbenih kritičara. Iznimka je bio povratnički album izvornih "Animalsa" iz 1976. a znakovito naslovljen Before We Were So Rudely Interrupted . 
Bio je to album koji je ponovo dao blues brojeve u tradiciji ranijih snimaka. Sastav se ubrzo nakon objavljivanja albuma opet razišao, nakon čega slijedi još jedno okupljanje 1983. iza kojeg nastao ne baš jako zapaženi studijski album Ark, te reizdanje stare kompilacije živih snimaka Rip It To Shreds: Greatest Hits Live.

## Vanjske poveznice
- Službene stranice The Animalsa
- Diskografija Erica Burdona i Animalsa